# General Deheza
General Deheza é um município da província de Córdova, na Argentina.